# Данкан, Адам, 1-й виконт Данкан
Адам Данкан (англ. Adam Duncan; 1 июля 1731 — 4 августа 1804) — английский флотоводец, адмирал (1795).

## Биография
Адам был вторым сыном Александра Данкана, барона Ланди, родился в Данди, в 1746 году, после получения образования в Данди, в возрасте 15 лет поступил в Королевский флот на борту шлюпа HMS Trial под командованием капитана Роберта Холдейна (Robert Haldane) — своего дяди по материнской линии, сначала на HMS Trial, а затем HMS Shoreham до 1748 года. В 1749 году он был назначен на HMS Centurion, а затем был назначен на службу Средиземноморье, под командованием Августа Кеппеля (впоследствии виконт Кеппель), с которым впоследствии плавал на HMS Norwich (1745) на побережье Северной Америки и получил звание лейтенанта 10 января 1755 г .

### Участие в Семилетней войне
В августе 1755 года он последовал за Кеппелем на корабле «Swiftsure», а в январе 1756 года на Torbay, где получил повышение до звания командора (21.09.1759). Участвовал в Баскском рейде в 1757 г., в Захвате острова Горе в 1758 и в блокада Бреста в 1759, в Сражении в бухте Киберон в 1759 после которого покинул службу с повышением.
С октября 1759 года по апрель 1760 года командовал различными конвойными судами, 25 февраля 1761 года назначен на 74-пушечный линейный корабль «Valiant», в июне 1761 года участвовал в захвате Бель Иль, а в августе 1762 года — в захвате Гаваны. Вернулся в Британию в 1763 году, и, несмотря на его неоднократные просьбы, много лет не работал.
В конце 1778 года назначен на 74-пушечный линейный корабль «Suffolk», затем на 74-пушечный линейный корабль «Monarch», в январе 1779 года выступал членом морского военного суда, разбиравшего дело его бывшего командира Кеппеля за потери Флота Канала в Бое у острова Уэссан. Летом 1779 года направлен в состав Флота Канала под командованием адмирала Чарльза Харди, в 1780 году в составе эскадрильи адмирала Джорджа Бриджеса Родни участвовал в захвате Гибралтара. В марте 1782 года назначен на 90-пушечный линейный корабль «Blenheim», под командой адмирала Ричарда Хау отличился в сражении у мыса Спартель, за что назначен адмиралом Джоном Джервисом командиром 80-пушечного линейного корабля «Foudroyant».
14 сентября 1783 года — контр-адмирал Синего флага. После заключения мира в течение трёх лет командовал 74-пушечным линейным кораблём «Edgar» в Портсмуте (Portsmouth), в 1786 году — контр-адмирал Белого флага, 1 февраля 1793 года — вице-адмирал Синего флага, 12 апреля 1794 года — вице-адмирал Белого флага, в феврале 1795 года — главнокомандующий флота в Северном море (держал флаг на борту 74-пушечного линейного корабля «Venerable»), 1 июня 1795 года — адмирал Синего флага, в течение двух лет.

### Сражение при Кампердауне
C 1795 участвовал в блокаде побережья Голландии, в 1797 году Дункан блокировал голландский флот, укрывшийся в портах Ден-Хелдер и Тексель. Этот флот предназначался для прикрытия запланированной высадки французских войск в Ирландии, в поддержку готовящегося восстания. Существовали и дальнейшие планы: высадить около 50 000 войск у границы Шотландии, для помощи сторонникам независимости.
В мае-июне 1797 года вынужден был возвратиться в Англию для подавления матросского бунта, известного как «Мятеж в Спитхеде и Норе», ликвидированного при поддержке русской эскадры контр-адмирала Михаила Кондратьевича Макарова. К сентябрю 1797 зачинщики мятежа были повешены, и корабли вернулись к блокаде Голландских берегов.
11 октября 1797 посланные в дозор адмиралом голландского флота де Винтером корабли Cerberus и Delft обнаружили британские корабли в строю двух колонн. Противники были примерно равны по численности. Оба флота были далеки от идеального порядка, и начали строить линию. Однако Дункан, видя что голландцы уходят в сторону мелководья (где он их преследовать не мог), в 11:30 отказался от построения, и поднял сигнал «Общая погоня», тем предоставив каждому кораблю самому выбирать цель. Один за другим девять кораблей Дункана напали на пять голландских концевых, подавили их огнём и вынудили в конце концов сдаться. 18 октября с триумфом возвратился в Англию, 21 октября 1797 года был награждён титулом виконта Кампердаун, званием пэра Англии, Большой золотой медалью (Large Naval Gold Medal) и ежегодной пенсией в 3 000 фунтов стерлингов.
С 1799 года командовал флотом в Северном море, блокировал французские базы в Бресте, Текселе и Кадисе, отличился при захвате Гельдерна и сдаче голландского флота англичанам. С 1800 года в отставке. Умер 4 августа 1804 года в Корнхилле (Cornhill-on-Tweed) в возрасте 73 лет. С 6 июня 1777 года был женат на Генриетте Дандас — дочери Роберта Дандаса, от которой имел троих детей.